# Фетва
Фетва (fatwa, fatua; арабски: فتوى , множествено число fatawa ) – в исляма, решение по всеки въпрос, взето от мюфтия, факих или алим, основано на принципите на исляма и на прецедентите на мюсюлманската правна практика. Духовно послание.

## Обща информация
Фетва може да се определи като нормативен правен източник на ислямското право, действащ като заключения на учени от света на исляма с авторитет по конкретни разглеждани въпроси, инициирани от ислямски съдии (кадии) или по искане на Меджлиса.
Фетвата трябва да се основава на принципите на шериата. В крайна сметка фетвата също е източник на закон, но по-скоро производен, тъй като произтича от шериата (подобно на бая – договор, клетва за вярност).
Ислямският учен А. А. Игнатенко определя същността на фетва по следния начин: „Това е документ, в който се обяснява определена позиция въз основа основно на Корана, второ на Суната на Пророка и, трето, на заключенията на онези ислямски учени, които които са авторитети за даден мюфтия, тоест за този, който издава тази фетва“.

## Кондициониране
Фетвите са силно повлияни от мадхабите (правни школи), но въпреки това много от фетвите са от общ мюсюлмански характер. Западният свят в англосаксонската правна система познава прецедентния характер на правото по силата на прецедент в конкретен случай под формата на решение на съдия, създаващо нова правова държава. В ислямския свят кадиите не създават такъв прецедент и законът се формира от същите прецедентни фетви като мнението на ислямските учени. Мюфтиите, юристите или улемите могат сами, а не само по искане на съдия, да издадат фетва, но е по-добре да се обърнете към тях за съвет. Колекциите от фетви са авторитетен източник на закон за кадията и поради това ислямският закон също е постоянно динамичен и актуализиран.